# 1969年の大洋ホエールズ
1969年の大洋ホエールズでは、1969年の大洋ホエールズの動向をまとめる。
この年の大洋ホエールズは、別当薫監督の2年目のシーズンである。

## 概要
チームは5月に巨人と同率ながら阪神に次ぐ2位とまずまずの滑り出しだったが、巨人が独走した6月以降はゲーム差が開き、7月以降は中日やアトムズと3位争いを展開。9月終了時点で2位の阪神に0.5ゲーム差と接近するが、終盤は一進一退の試合が続いて波に乗れず巨人の5連覇を許した。それでもシーズン勝ち越しは果たせなかったが、三原脩監督時代の1964年以来5年ぶりのAクラスとなった。チームは優勝の巨人に11勝13敗2分と健闘し、2位阪神には14勝12敗と勝ち越したものの、5位のアトムズには9勝16敗1分と相性が悪く5割越えはならなかった。投手陣では3年目の平松政次と山下律夫が2ケタ勝利をあげ、高橋重行・森中千香良などもローテーションを守ってチーム防御率リーグ3位の3.19を記録した。打撃陣では4番の松原誠が奮闘し、近藤和彦・江尻亮などもそれなりの成績を残してチーム本塁打125本はリーグ4位と健闘した。後年、プロ野球史上初となる12球団勝利を達成した野村収がこの年のドラフト1位入団だったが、シーズン終盤の1試合登板にとどまった。

## チーム成績

### レギュラーシーズン
| 1 | 二 | 近藤昭仁 |
| 2 | 一 | 近藤和彦 |
| 3 | 右 | 林健造   |
| 4 | 三 | 松原誠   |
| 5 | 中 | 江尻亮   |
| 6 | 左 | 重松省三 |
| 7 | 捕 | 伊藤勲   |
| 8 | 遊 | 松岡功祐 |
| 9 | 投 | 平岡一郎 |

| 順位 | 4月終了時 | 4月終了時 | 5月終了時 | 5月終了時 | 6月終了時 | 6月終了時 | 7月終了時 | 7月終了時 | 8月終了時 | 8月終了時 | 9月終了時 | 9月終了時 | 最終成績 | 最終成績 |
| ---- | --------- | --------- | --------- | --------- | --------- | --------- | --------- | --------- | --------- | --------- | --------- | --------- | -------- | -------- |
| 1位  | 広島      | ---       | 阪神      | ---       | 巨人      | ---       | 巨人      | ---       | 巨人      | ---       | 巨人      | ---       | 巨人     | ---      |
| 2位  | 阪神      | 1.0       | 巨人      | 1.0       | 阪神      | 3.0       | 阪神      | 4.5       | 阪神      | 4.0       | 阪神      | 9.0       | 阪神     | 6.5      |
| 3位  | 巨人      | 1.0       | 大洋      | 1.0       | 中日      | 3.5       | 中日      | 7.0       | 大洋      | 7.5       | 大洋      | 9.5       | 大洋     | 11.0     |
| 4位  | 大洋      | 1.5       | 広島      | 3.0       | 大洋      | 6.0       | 大洋      | 7.5       | アトムズ  | 8.0       | 中日      | 11.0      | 中日     | 14.0     |
| 5位  | アトムズ  | 1.5       | 中日      | 4.0       | 広島      | 7.5       | アトムズ  | 10.0      | 中日      | 12.5      | アトムズ  | 14.5      | アトムズ | 16.5     |
| 6位  | 中日      | 4.0       | アトムズ  | 6.0       | アトムズ  | 10.0      | 広島      | 10.0      | 広島      | 13.0      | 広島      | 18.0      | 広島     | 18.0     |

| 順位 | 球団             | 勝 | 敗 | 分 | 勝率 | 差   |
| 1位  | 読売ジャイアンツ | 73 | 51 | 6  | .589 | 優勝 |
| 2位  | 阪神タイガース   | 68 | 59 | 6  | .535 | 6.5  |
| 3位  | 大洋ホエールズ   | 61 | 61 | 7  | .500 | 11.0 |
| 4位  | 中日ドラゴンズ   | 59 | 65 | 6  | .476 | 14.0 |
| 5位  | アトムズ         | 58 | 69 | 3  | .457 | 16.5 |
| 6位  | 広島東洋カープ   | 56 | 70 | 4  | .444 | 18.0 |

## オールスターゲーム
| ファン投票 | 選出なし |        |        |
| 監督推薦   | 平松政次 | 伊藤勲 | 松原誠 |

## 表彰選手
| リーグ・リーダー |
| ---------------- |
| 受賞者なし       |

| ベストナイン |
| ------------ |
| 選出なし     |